# 前塚厚志
前塚厚志，藝名：前塚（1962年3月19日—），日本男性配音員、旁白。出身於大阪府。身高166cm。體重67kg。A型血。

## 人物簡介
本名相同。初期以本名名義活動，1990年代之後藝名怪物前塚，大阪藝術大學廣播學科畢業。
原大阪TV talent bureau（簡稱TTB）、Clutch.（舊名STAFF21）所屬，2007年起移至S.I.P（今P.I.S音樂出版），同時改名前塚。
為人熟悉的代表配音作品是SNK電玩格鬥遊戲《格鬥天王系列》的二階堂紅丸、拉爾夫及邱豐凱（一人飾演三角），《侍魂》系列的千兩狂死郎及《月華劍士》系列的紫鏡／骸等，另外也在《SNK VS. CAPCOM SVC CHAOS》為卡普空側的〈快打旋風〉系列主角肯獻聲。
擅長彈奏吉他、鋼琴、爵士鼓等樂器進行演奏。
日本職棒阪神虎的忠實球迷、披頭四成員保羅·麥卡尼的樂迷。

## 演出作品
※粗體字表示說明飾演的主要角色。斜體字表示說明飾演至今的作品。

### 遊戲
下面所有作品使用前塚名義從1996年開始至2007年為止。
1994年
- 侍魂系列（1994～，千兩狂死郎、花諷院和狆）[注 2]
- 格鬥天王系列（1994～，二階堂紅丸[注 3]、拉爾夫〈拉爾夫·鍾斯〉[注 4]、邱豐凱[注 5]）[注 6]

1996年
- ART OF FIGHTING 龍虎之拳外傳（王賞山、懷拉／魏勒）

1997年
- 月華劍士系列（1997～1998，紫鏡／骸）

2000年
- 稻川淳二 深夜中的計程車（日语：稲川淳二 真夜中のタクシー）（怪談的旁白）
- CAPCOM VS. SNK（日语：CAPCOM VS. SNK）系列（2000～2001，二階堂紅丸、邱豐凱）
- 酷酷卡通遊（日语：COOL COOL TOON）（伊巴爾）

2001年
- 娜考露露 ～來自某人的恩賜～（MIBABA）

2003年
- SNK VS. CAPCOM SVC CHAOS（日语：SNK VS. CAPCOM SVC CHAOS）（邱豐凱、肯（日语：ケン・マスターズ）、被洗腦的肯）

2005年
- NeoGeo Battle Coliseum（日语：ネオジオバトルコロシアム）（風魔、MADMAN）

### 電視動畫
1998年
- 吉本無知子物語（日语：ヨシモトムチッ子物語）（脫殼（日语：脱皮）治）

1999年
- 百變金剛Neo（日语：ビーストウォーズネオ 超生命体トランスフォーマー）（突擊兵）

### 網路動畫
2005年
- 格鬥天王：另一天（日语：The King of Fighters: Another Day）（拉爾夫）

2017年
- 格鬥天王：命運（二階堂红丸、邱豐凯）

### 旁白
- （關西電視台，關西地區播出，星期五19時00分－19時57分）
- （MBS，關西地區播出，星期一至五14時55分－17時50分）－負責星期二之企劃「ロザン！」單元。
- 週六Wide劇場（日语：土曜ワイド劇場）－朝日放送製作，負責第3個星期六播出的口述影像旁述[注 7]

等多數

### 廣播節目
- OBC Bunbun Request（日语：OBCブンブンリクエスト）（大阪電台）
- TOYOTA SUPER COUNTDOWN 50（日语：スパカン!）（大阪電台製作版）※前塚厚志名義，從立原啓裕（日语：立原啓裕）接任。
- （大阪電台，2012年7月－8月的星期五24時30分－25時00分）

等多數

### 其它
- （MBS製作）※前塚厚志名義。

## 腳註

## 外部連結
- P.I.S音樂出版公式官網的資歷介紹 （日語）
- （日語）－前塚厚志的官方個人部落格。
- 前塚厚志的X（前Twitter） （日語）